# Palmyra, Wisconsin
Palmyra là một làng thuộc quận Jefferson, tiểu bang Wisconsin, Hoa Kỳ. Năm 2006, dân số của làng này là 1766 người.